# Posse comitatus

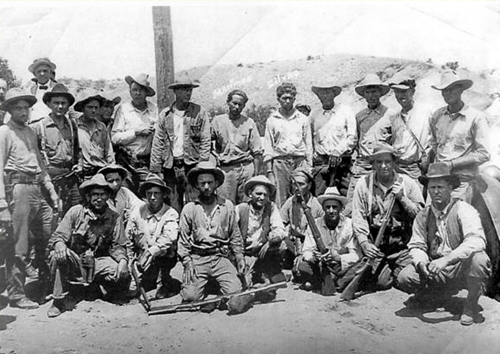
Le posse qui a capturé en 1922 les hors-la-loi Manuel Martinez et Placidio Silvas (au centre du dernier rang)

Posse comitatus est le droit donné à un shérif ou à un autre officier de police aux États-Unis d'enrôler des hommes pour l'assister dans le maintien de la paix ou dans la poursuite et l'arrestation de hors-la-loi. Ce droit, inclus au départ dans la loi anglaise, a survécu longtemps dans le droit américain.

## Étymologie
Posse comitatus, « la force du comté », est une expression du latin médiéval, formée du verbe substantivé posse, « pouvoir militaire, force armée », et de comitatus, qui au Moyen Âge a pris le sens de « comté », territoire sur lequel s'exerce les droits d'un comte. Courante en anglais, l'expression  posse comitatus désigne l'ensemble des forces armées qu'un comté pouvait lever pour faire face à un danger, une rébellion ou une guerre. D'une manière plus générale, elle désigne le droit donné à une autorité légale de rassembler un groupe d'hommes pour l'aider dans le maintien de l'ordre. Par généralisation, le groupe d'hommes chargé par l'autorité légale de rétablir l'ordre, comme on peut le lire dans la phrase d'un article de droit : « Le fait de ne pas envoyer de posse comitatus à la poursuite de criminels ... après avoir été notifié de leurs crimes atteste d'efforts insuffisants ».
Son abréviation, posse, désigne plus généralement tout groupe de personnes, ou même d'animaux. Ainsi un posse peut désigner aussi bien un groupe d'hommes recrutés par un shérif dans l'Ouest américain à la fin du XIXe siècle (situation courante dans les westerns) qu'un gang jamaïcain ou un groupe de hip-hop.

## Galerie

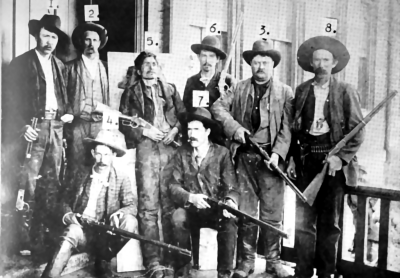
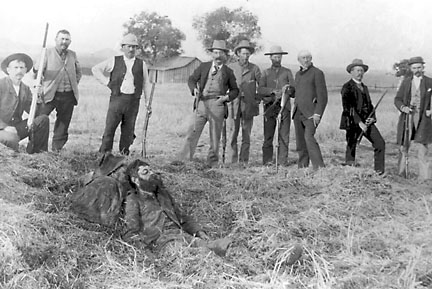
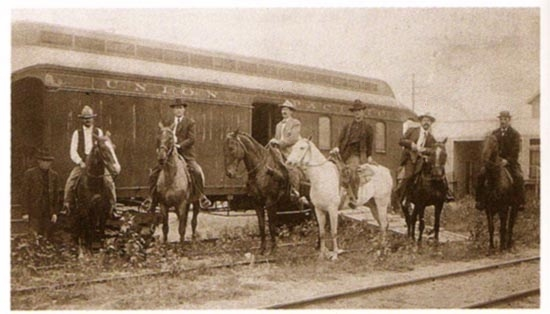
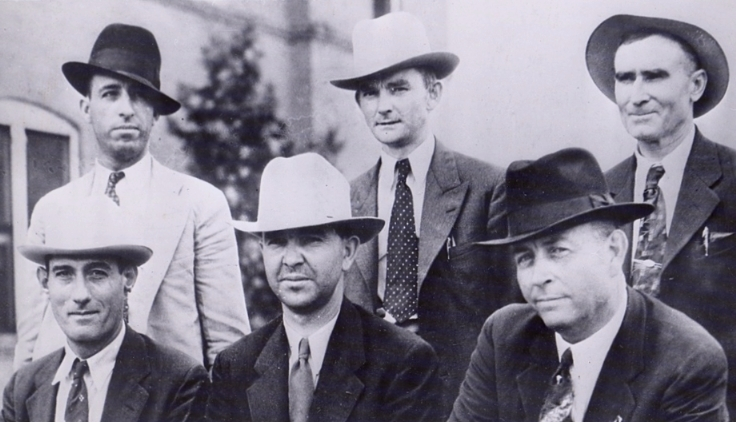